# Karl Nag
Karl Henriksen Nag (Strand, Rogaland, 10 de novembre de 1893 - Stavanger, Rogaland, 9 d'agost de 1975) va ser un remer noruec que va competir a començaments del segle xx. Era germà del també remer Theodor Nag.
El 1920 va prendre part en els Jocs Olímpics d'Anvers, on guanyà la medalla de bronze en la competició del vuit amb timoner del programa de rem.